# Ioannis Zepos

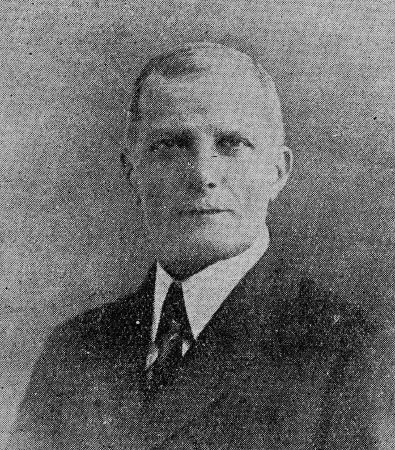
Ioannis Zepos (1925)

Ioannis D. Zepos (griechisch Ιωάννης Ζέπος, Transliteration Iōánnīs Zépos; * 1871 in Pylos; † 1946 in Athen) war ein griechischer Jurist und Rechtshistoriker. 
Er galt als herausragende Persönlichkeit der Rechtswelt und ist vor allem als Herausgeber von Quellen zur Geschichte des byzantinischen Rechts bekannt. Zu seinen Arbeitsgebieten gehörte aber auch das geltende griechische Privatrecht, so gab er ab 1934 die Vierteljahrsschrift Archeion idiōtiku dikaiu = Archives de droit privé (Αρχείον ιδιωτικού δικαίου) heraus.
Zu den Söhnen des Ioannis Zepos gehörten der Rechtsanwalt Demetrios Zepos, der im Jahr 1950 für kurze Zeit griechischer Arbeitsminister war, und der Rechtsprofessor und Politiker Panagiotis Zepos, dessen erste Schritte in der Wissenschaft von einer engen Zusammenarbeit mit seinem Vater geprägt waren.

## Schriften (Auswahl)
- Basilika. Fünf Bände. Phexēs, Athen 1910–1912.
- Astikos kōdix katha en Helladi politeuetai. Nea Hellēnikē Ēōs, Athen 1930 (deutsch: Das Zivilgesetzbuch, wie es in Griechenland gilt).
- mit Panagiotis Zepos (Hrsg.): Ius Graecoromanum. Phexēs, Athen 1931; Nachdruck: Scientia Verlag, Aalen 1962 (begründet von Karl Eduard Zachariae von Lingenthal).
  - Band 1: Novellae et aureae bullae imperatorum post Iustinianum.
  - Band 2: Leges imperatorum Isaurorum et Macedonum.
  - Band 3: Theophili antecessoris Institutiones.
  - Band 4: Practica ex actis Eustathii Romani: Epitome legum.
  - Band 5: Synopsis Basilicorum.
  - Band 6: Ecloga privata aucta (enthält die Eisagoge aucta).
  - Band 7: Prochiron auctum.
  - Band 8: Codex civilis Moldaviae, Codex civilis Valachiae.